# Old Royal Naval College

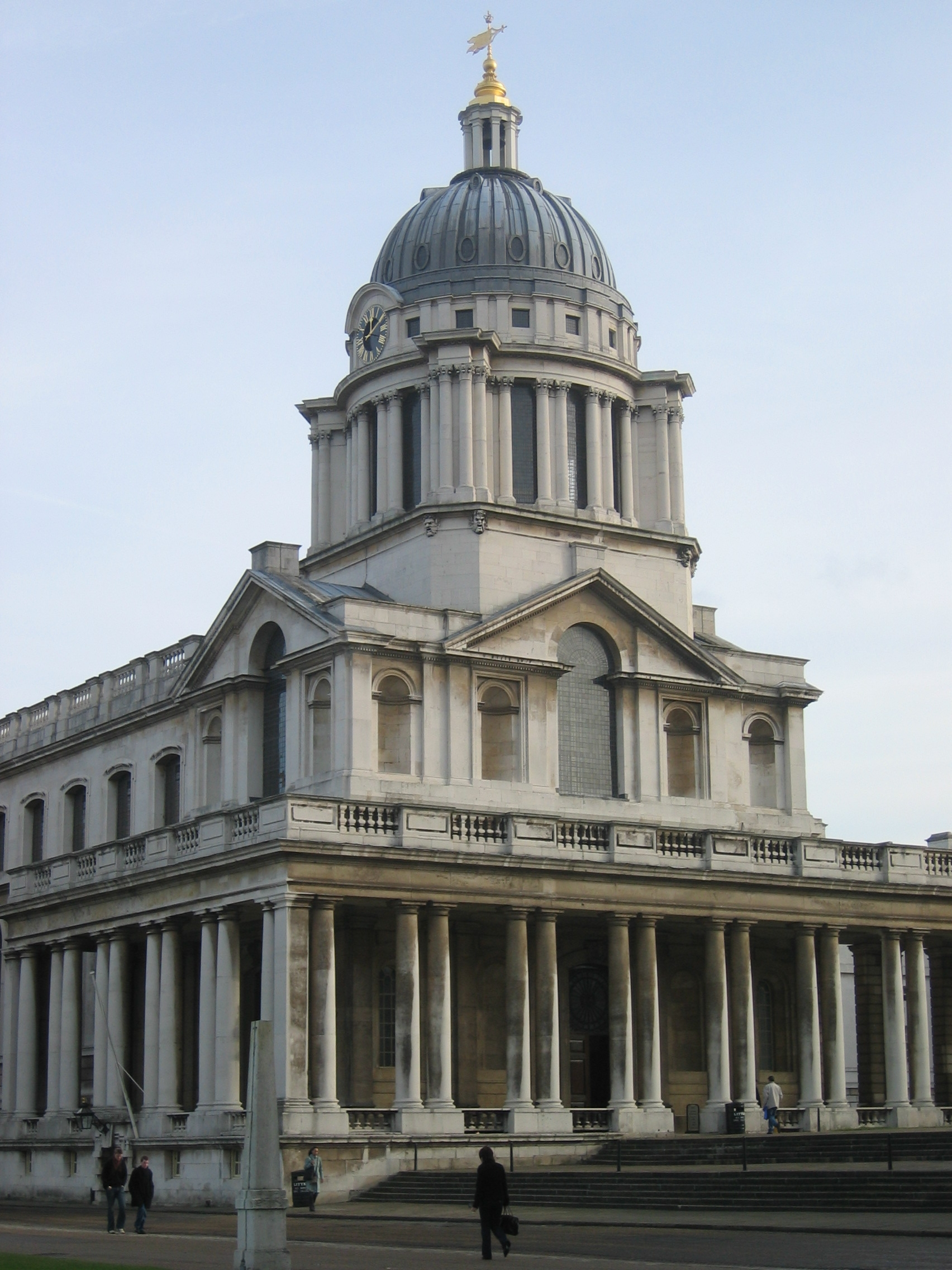
Queen Mary Building des Old Royal Naval College in Greenwich

Das (Old) Royal Naval College in Greenwich zählt zu den bedeutendsten Barockbauwerken in England und gehört seit 1997 zum UNESCO-Welterbe.

## Geschichte
Nach der Stuart-Restauration plante Karl II. in Greenwich den Bau eines neuen königlichen Palastes anstelle des alten Palace of Placentia. Bis 1669 wurden jedoch nur der königliche Park angelegt und ein von John Webb entworfener Seitenflügel fertiggestellt, bevor der Bau aus finanziellen Gründen eingestellt wurde. Erst unter Wilhelm III. wurden die Baupläne wieder aufgegriffen. Da die Lage für die Gesundheit des an Asthma leidenden Königs nicht zuträglich war, entschlossen sich der König und Königin Maria unter dem Eindruck des englischen Seesiegs bei La Hougue und nach dem Vorbild des Hôtel des Invalides in Paris und des kurz vorher fertiggestellten Royal Hospital in Chelsea, anstelle eines Palastes ein Marinehospital für alte und verwundete Seeleute zu bauen. Die Entwürfe für das Royal Hospital for Seamen at Greenwich, gewöhnlich nur Greenwich Hospital genannt, lieferten Christopher Wren und sein Assistent Nicholas Hawksmoor ohne Bezahlung. Die Bauzeit an dem Komplex erstreckte sich über mehr als 30 Jahre, neben Wren und Hawksmoor arbeiteten die Architekten Campbell, Vanbrugh und Ripley an der Anlage. Die Kapelle wurde erst 1752 vollendet, doch die ersten Pensionäre zogen bereits 1705 ein. Gegen Ende des 18. Jahrhunderts lebten etwa 2000 Pensionäre in der Anlage.
In der Painted Hall, dem Speisesaal des Hospitals, lag 1805 der Leichnam Nelsons aufgebahrt. Vom Hospital wurde der Leichnam in einer offenen Staatsbarkasse, von einer prachtvollen Schiffsprozession begleitet, zur Grabstätte in die St Paul’s Cathedral überführt. Wegen Misswirtschaft und Korruption zogen im 19. Jahrhundert viele Pensionäre fort, 1869 wurde das Hospital geschlossen. Von 1873 bis 1998 dienten die Gebäude als Royal Naval College, das aus Portsmouth hierher verlegt wurde. Heute dienen die Gebäude der Universität Greenwich, im King Charles Court befindet sich das Trinity College of Music. Die Painted Hall und die Kapelle sind zu besichtigen, im nordwestlichen Gebäude ist ein Besucherzentrum. Seit 1997 gehören die Gebäude als Teil von Maritime Greenwich zum Weltkulturerbe der UNESCO.
2019 wurde das Old Royal Naval College von rund 1.265.000 Personen besucht. 2024 betrug die Besucherzahl etwa 803.000 Personen.

## Anlage
Beim Entwurf der Anlage bestand Königin Maria darauf, dass entgegen dem ursprünglichen Entwurf von John Webb das rückwärtig gelegene Queen’s House sichtbar bleiben und dieses in die zentrale Blickachse mit eingezogen werden müsse. Wren entschied sich, vier symmetrisch zur Mittelachse orientierte Bauten zu errichten, die jeweils einen Innenhof umschließen. Dabei bezog er den bis 1669 als Seitenflügel des neuen Königspalastes errichteten Bau mit ein. Diesem King Charles Court genannten Bau gegenüber entstand bis 1729 der Queen Anne Court. Die beiden rückwärtigen Bauten werden als King William Court und Queen Mary Court bezeichnet. Die perspektivisch eingerückten Zwillingsbauten setzen mit ihren Kuppeln optische Akzente und geben den Blick auf das Queen’s House frei.

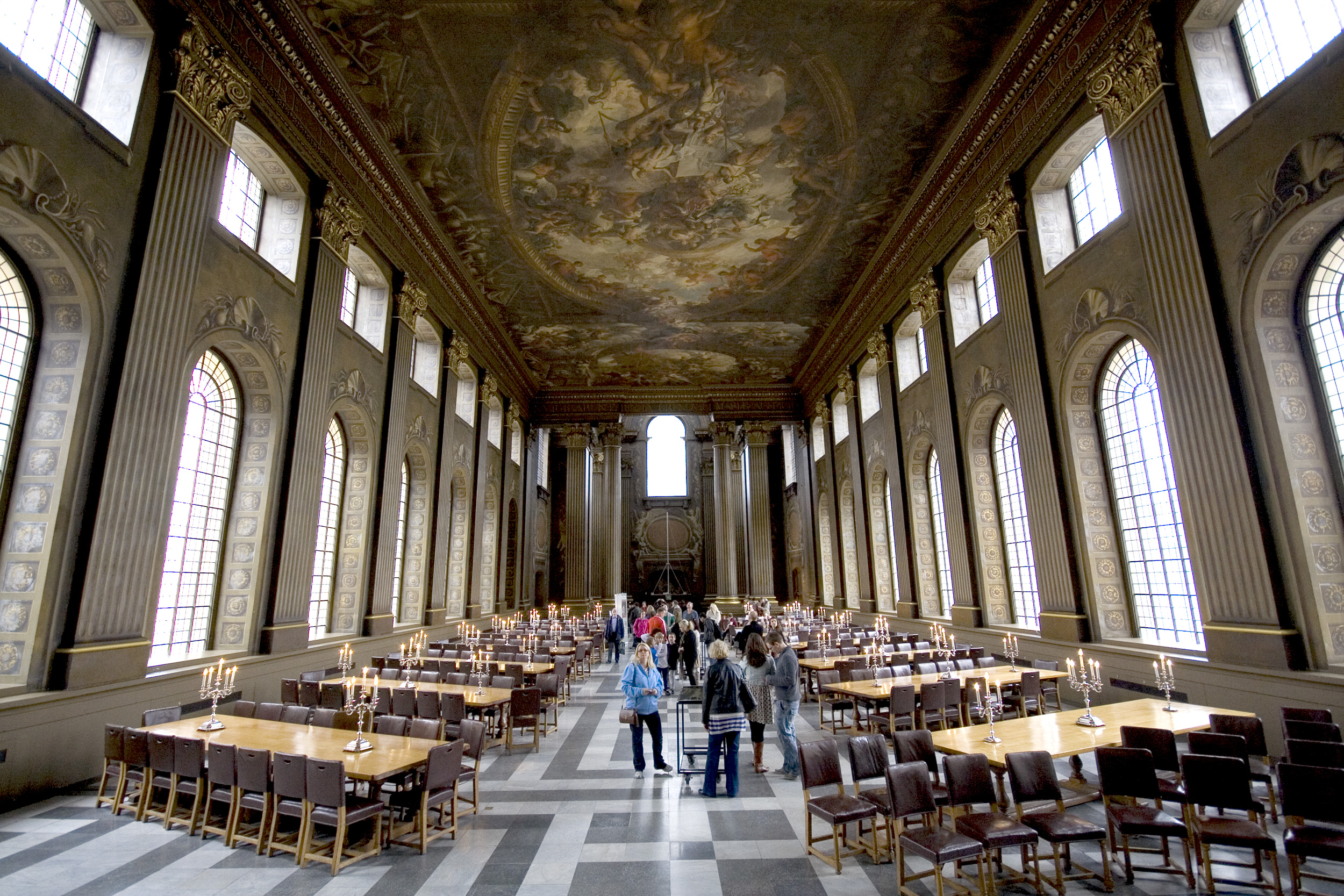
Deckengemälde der Painted Hall

In dem westlich gelegenen King William Court befindet sich die Painted Hall, die ursprünglich als Speisesaal der Pensionäre geplant war. Der Saal besteht mit Vestibül, Lower und Upper Hall aus drei verschiedenen Ebenen und gilt mit seiner Wand- und Deckenbemalung als Höhepunkt der englischen Barockmalerei. Die Malereien stammen von James Thornhill, der allein an dem Deckengemälde Der Triumph der protestantischen Thronfolge 20 Jahre lang gearbeitet hat.

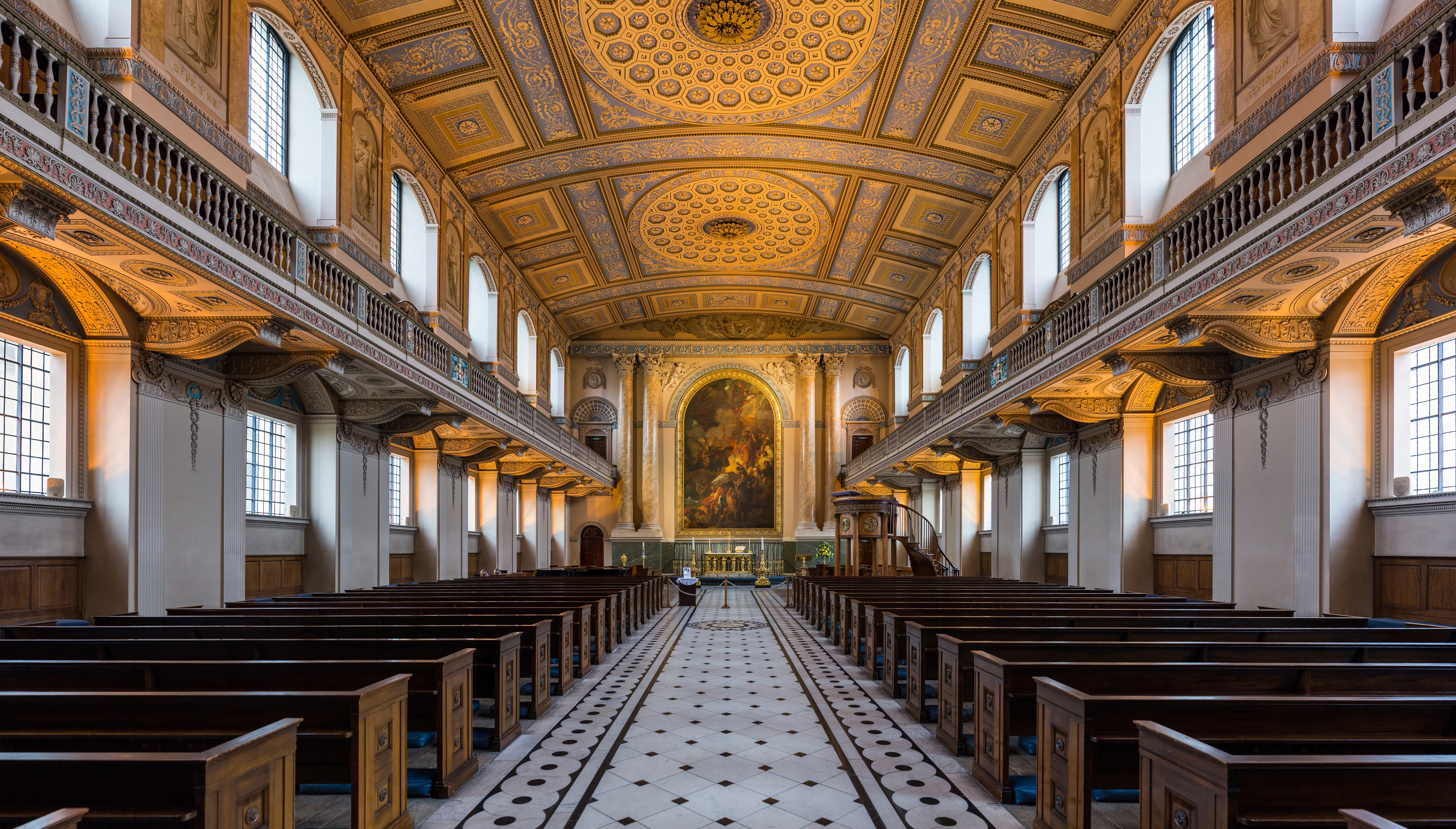
Innenansicht der Kapelle am Queen Mary Court

Das Gegenstück zur Painted Hall ist die Kapelle im Queen Mary Court. Nach einem Entwurf von Wren wurde sie erst 1752 von Thomas Ripley fertiggestellt. Nachdem sie 1772 ausgebrannt war, wurde sie ab 1779 von James „Athenian“ Stuart unter Mitwirkung von William Newton neu gestaltet. Der klassizistisch ausgestattete Raum ist für seine gute Akustik bekannt.